# Gare de Lambrugo - Lurago
La gare de Lambrugo - Lurago (en italien, Stazione di Lambrugo Lurago) est une gare ferroviaire italienne de la ligne de Milan à Asso, située sur le territoire de la commune de Lambrugo, près de Lurago d'Erba, dans la province de Côme en région de Lombardie.
La gare est mise en service en 1879. C'est une gare gérée par Ferrovienord et desservie desservie par des trains régionaux R LeNord.

## Situation ferroviaire
Établie à environ 311 mètres d'altitude, la gare de Lambrugo - Lurago est située au point kilométrique (PK) 37 de la ligne de Milan à Asso, entre les gares d'Inverigo et de Merone.
Elle est située sur une section à voie unique de la ligne, elle dispose d'une voie et d'un quai.

## Histoire
La gare de Lambrugo Lurago est mise en service le 31 décembre 1879, lors de l'ouverture de la section d'Inverigo à Erba et l'inauguration officielle de la ligne de Milan à Erba.

## Service des voyageurs

### Accueil
Gare voyageurs LeNord, elle dispose d'un bâtiment voyageurs, avec guichet et automate pour l'achat de titres de transport. 

### Desserte
Lambrugo - Lurago est desservie par des trains régionaux de la relation Milan-Cadorna - Canzo-Asso

### Intermodalité
Un parking pour les véhicules est aménagé à proximité.